# Lethe celeja
Lethe celeja är en fjärilsart som beskrevs av Hans Fruhstorfer 1911. Lethe celeja ingår i släktet Lethe och familjen praktfjärilar. Inga underarter finns listade i Catalogue of Life.